# Далорто, Анджелино

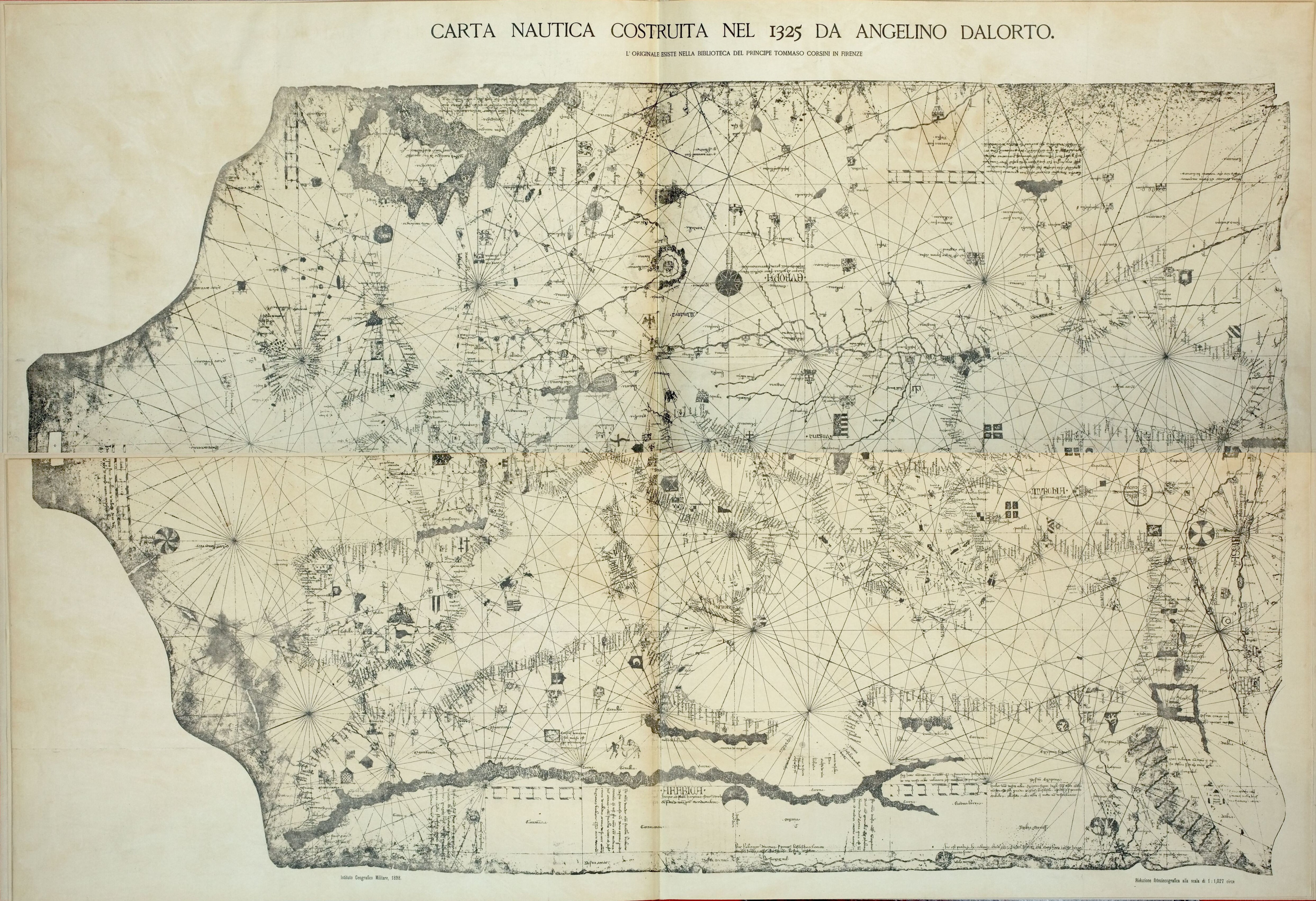
Карта-портулан 1325 года

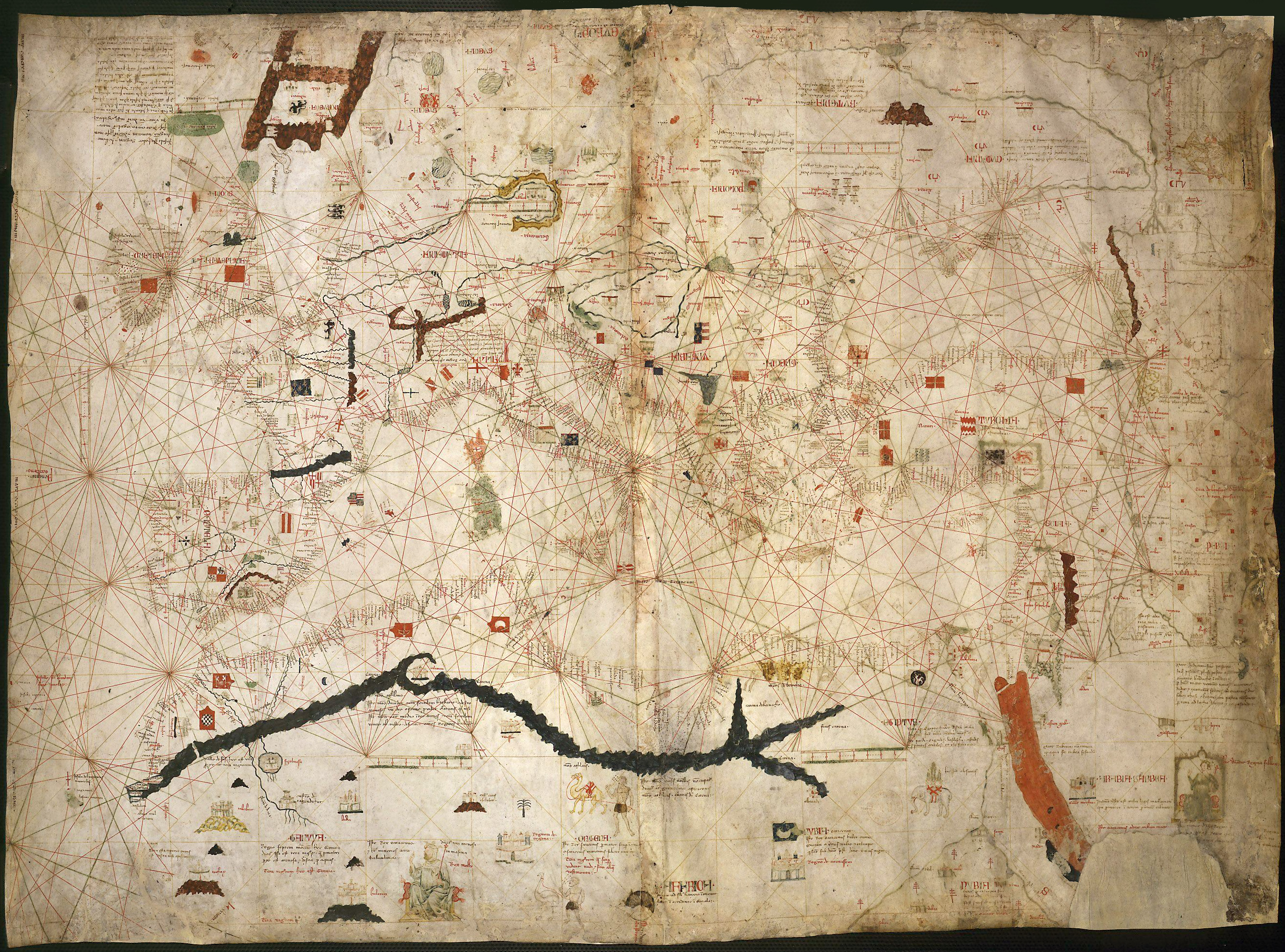
Карта 1339 года

Анджелино Далорто (Angelino de Dalorto) или Дульсерт (Dulcert) — картограф второй четверти XIV века, составивший несколько портуланов.

## Биография
По одной из версий он был итальянцем из Лигурии, обучался в Генуе и впоследствии эмигрировал на Мальорку. Другие историки считают его каталонцем или генуэзцем, некоторые считают, что Далорто и Дульсерт — это два разных человека.

## Карты
- Первый портулан, датируемый 1325 годом, из коллекции принца Корсини во Флоренции. Составлен, вероятно, в Генуе. На нём впервые изображён остров Бразил. Экземпляр карты из коллекции А. Э. Норденшельда находится в Национальной библиотеке Финляндии[1]. Копия карты с примечаниями Артура Роберта Хинкса[2] была опубликована Королевским географическим обществом в 1929 году[3].
- Второй портулан, из собрания Парижской Национальной библиотеки, датирован 1339 годом[4]. Составлен на Мальорке. На нём впервые изображены острова Лансароте, Капрария и Канария. Два последних — на месте островов Мадейра.

Некоторые исследователи приписывают Далорто аналогичный портулан, хранящийся в Британской библиотеке.
Все три карты отражают переход от генуэзской картографической традиции к каталонской, с характерным миниатюрным изображения городов, гор, рек, животных и людей, дальнейшим развитием которого стал Каталонский атлас Авраама Крескеса 1375 года.
Карты-портуланы изображают регион Средиземноморья, являвшийся важнейшим центром пересечения торговых путей генуэзских и венецианских мореплавателей из Европы в Северную Африку, и Переднюю Азию. Карта 1339 года украшена изображениями трёх царей: в Азии — Узбек-хан, на Аравийском полуострове — Царица Савская, в Африке — король Мали, Муса. Кроме этого, карты Далорто-Дульсерта являются одним из старейших европейских источников, содержащих известия о Руси и Кумании. Представления об территории России отражены весьма приблизительно, изображены Чёрное море с впадающей в него рекой Дон и Каспийское море с дельтой Волги. В северной части отмечен город Новгород с латинской надписью Rutenia siu Rossia (Рутения или Россия). К западу расположена Швеция (Svecia).